# Szinovácz György
Szinovácz György (Bársonyos, 1807. május 1. – Pest, 1867. december 25.) jogtudós, a magyar királyi Hétszemélyes Tábla bírája, a Magyar Tudományos Akadémia levelező tagja (1861).

## Élete
Bársonyoson született, ahonnét szülei nem sokkal születése után Győrszentmártonba költöztek, ahol apja több évig polgári foglalkozást űzött. E helyen nyerte Szinovácz az oktatást az elemi tárgyakból. Amikor pedig 11. évét betöltötte, apja Győrbe vitte őt a gimnázium II. osztályába és már ebből az időből származik Karvassy Ágost iskolatársával kötött ismeretsége és haláláig tartó barátsága. A gimnáziumi és bölcseleti tanulmányokat, egy évet kivéve, melyet a soproni gimnáziumban töltött, Győrött végezte, a jogiakat magánszorgalom által sajátította el, és minekutána apjának korai halála folytán bekövetkező mostoha anyagi viszonyai miatt kénytelen volt magántanítói minőségben egynéhány évet tölteni, 1830-ban gróf Eszterházy Károlynál, akkori Tolna vármegyei főispánnál titkár lett. Szinovácz ügyessége, életrevalósága és mindenben hűséges eljárása folytán főnöke a főispáni ügyekben is őt használta legnagyobb sikerrel; minélfogva Tolna vármegyében és utóbb más megyékben is táblabírónak nevezték ki.
Az 1839-40. évi országgyűlés alatt, amikor gróf Eszterházy Károly helyettes főlovászmester volt, de őt a megyei vagy családi viszonyok Pozsonytól többnyire távol tartották, Szinovácz vitte az egész főlovászmesteri hivatalt és az azzal járó rendtartást, úgy, hogy annak folytán 1840. december 24-én az újonnan felállított váltótörvényszékhez Pozsonyban törvényszéki jegyzőnek nevezték ki és pár hónap múlva gyakran mint szavazattal előadó bíró is működött. 1847. február 25-én ugyanazon váltótörvényszéknél rendes bírónak nevezték ki.
Az 1854-ben életbe léptetett új igazságügyi szervezésnél a magyar érzelmű egyének helyét idegenek foglalták el, eme sors érte Szinovácot is; ugyanis őt, aki előbb már több évig váltótörvényszéki tanácsos volt, a pozsonyi országos törvényszékhez csak tanácsjegyzőnek nevezték ki; azonban ezen méltatlan eljárás ellen panaszt tett ő felségénél és még azon évben visszanyerte előbbi rangját és fizetését. Azonban már 1855. július 18-án Trencsénbe küldték megyei törvényszéki bírónak. Amikor Pozsony városát elhagyta, az ottani kereskedői testület az iránta való ragaszkodását és háláját bizonyítandó, ezüst serleggel tisztelte meg.
1856. május 18-án a pesti váltótörvényszéknél tanácsnok lett és június 28-án kezdte működését; 1861 márciusában pedig a váltófeltörvényszékhez rendes bírónak nevezték ki. Ugyanazon év december 18-án a Magyar Tudományos Akadémia a törvénytudományi osztály levelező tagjául választotta. 1867. május 17-én a magyar királyi igazságügyi miniszter felterjesztésére ő felsége hétszemélynöknek nevezte ki. Amikor 1867 márciusában egy kodifikáló bizottságot felállítottak a perrendtartásra, ő lett ennek a testületnek az elnöke, és azon év augusztus 15-én a magyar királyi igazságügyminiszterium által új kereskedelmi váltó és csődtörvényjavaslat kidolgozásával bízták meg, ezt Posch Ágoston pozsonyi ügyvéd közreműködésével el is végezte. A váltóügyvédi vizsgálatokban és a magyar királyi egyetemi bírósági államvizsgálatokon mint vizsgáló tag szintén közreműködött.
A Magyar Tudományos Akadémián 1868. május 4-én Karvasy Ágoston tartott Szinovácz fölött emlékbeszédet.

## Családja
Nejétől Nyeregjártó Alojziától, akivel 1833-ban kelt egybe, született fia, Szinovácz Gyula, aki anyja halálakor királyi táblai fogalmazó, később királyi törvényszéki bíró volt, és Karvasy szerint "művei által a honi szépirodalom körül, különösen a drámai és novellistikai téren, magának érdemeket szerezni iparkodott."

## Írásai
Cikkei a Jogtudományi és Törvénykezési Tárban (1855. Az új váltótörvény körül), a Törvénykezési Lapokban és a Törvényszéki Csarnokban (1856-60), a Magyarországban (1861. 27., 28. sz. A rendeletileg behozott egyességi törvényről), az Akadémiai Értesítőben (Új F. a philos., törv. és tört. tud. oszt. Közlönye III. 1864. A váltó eredete, czélja és jogi természete. Székfoglaló).

## Munkái
- Rövid értekezés a magyar játékszínnek Budapesten állandón leendő megállapításáról. Pozsony, 1835
- Közönséges ausztriai váltórendszabály és váltótörvénykezési eljárás kérdések és feleletekben. Uo. 1854 (német czímmel és szöveggel is)
- Az uzsoratörvényekről. Pest, 1867 (Értekezések a törvénytudományok köréből I. 1.).